# Aegomorphus chamelae
Aegomorphus chamelae là một loài bọ cánh cứng trong họ Cerambycidae.